# Franz Alexander Borchel
Franz Alexander Borchel (* 1816 oder 1817; † 14. April 1907 in Berlin) war ein deutscher Maler, Zeichner und Lithograf.
Franz Alexander Borchel lebte und arbeitete als Landschafts- und Architekturmaler in Berlin. Im Zeitraum von etwa dreißig Jahren dokumentierte er die Stadt in zahlreichen Bildern. Auf Reisen, die ihn nach Hamburg und Bremen, in die Rheinprovinz, nach Pommern und Schlesien führten, hielt er seine Eindrücke in Zeichnungen fest und fertigte danach Lithografien an. In den Jahren 1852 und 1860 beschickte er die Ausstellungen der Akademie der Künste in Berlin. Das Stadtmuseum in Berlin besitzt eine Reihe seiner Zeichnungen zum Thema Berlin. Seine Illustrationen erschienen in den 16-bändigem Werk, herausgegeben von Alexander Duncker, "Die ländlichen Wohnsitze, Schlösser und Residenzen der ritterschaftlichen Grundbesitzer in der preußischen Monarchie nebst den königlichen Familien-, Haus-Fideicommiss- und Schatull-Gütern in naturgetreuen, künstlerisch ausgeführten, farbigen Darstellungen nebst begleitendem Text" von 1857 bis 1883.

Werkbeispiele
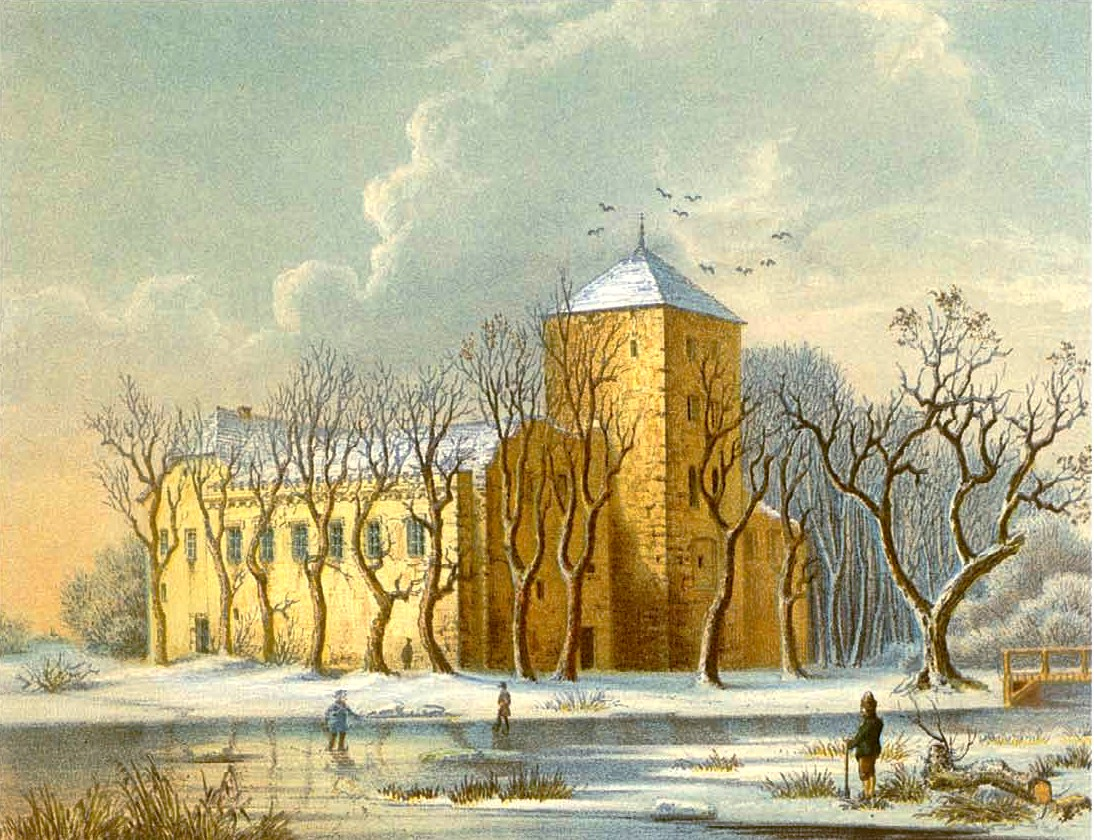
Schloss Chutow
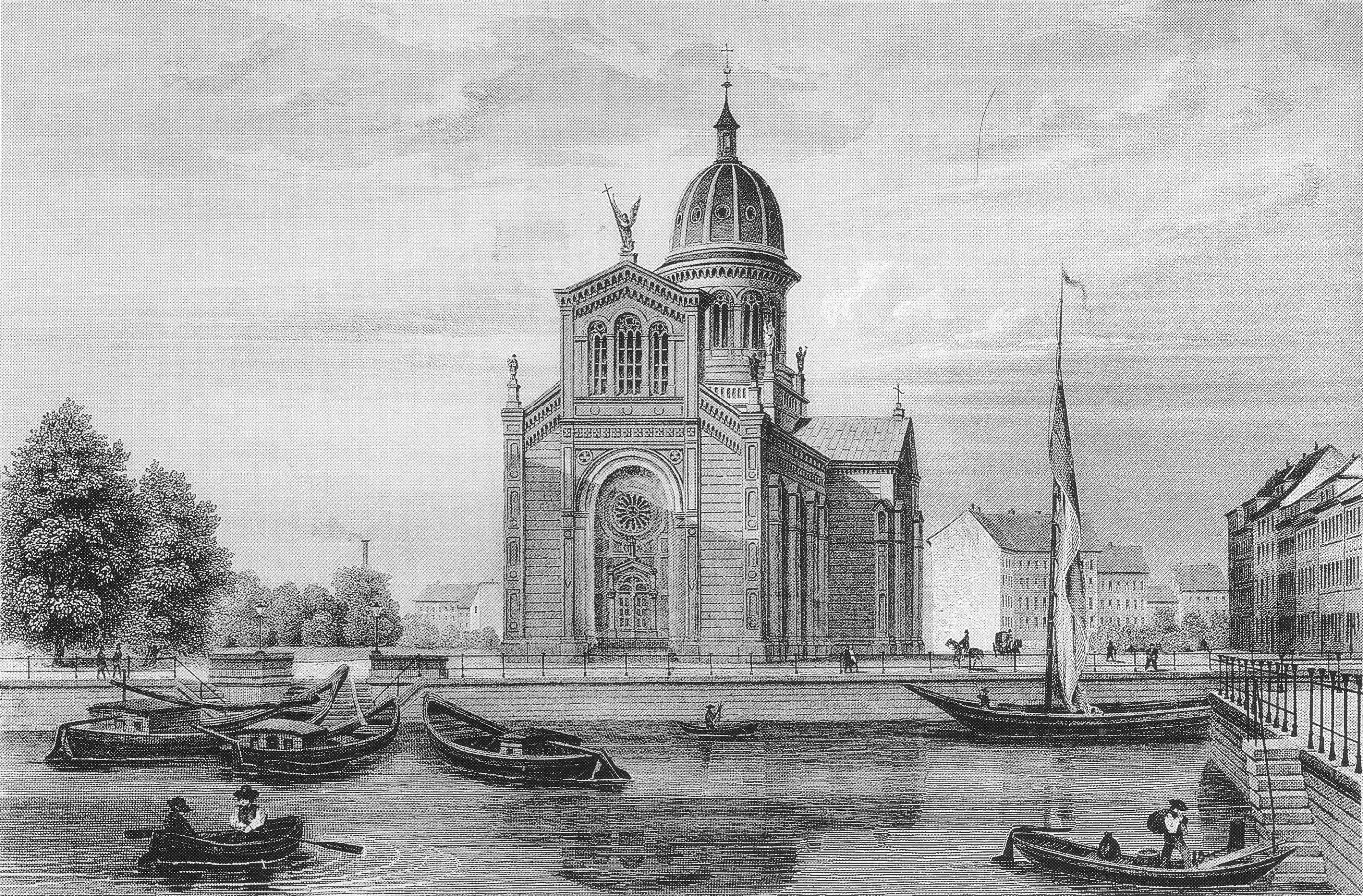
St. Michael-Kirche und Engelbecken in Berlin
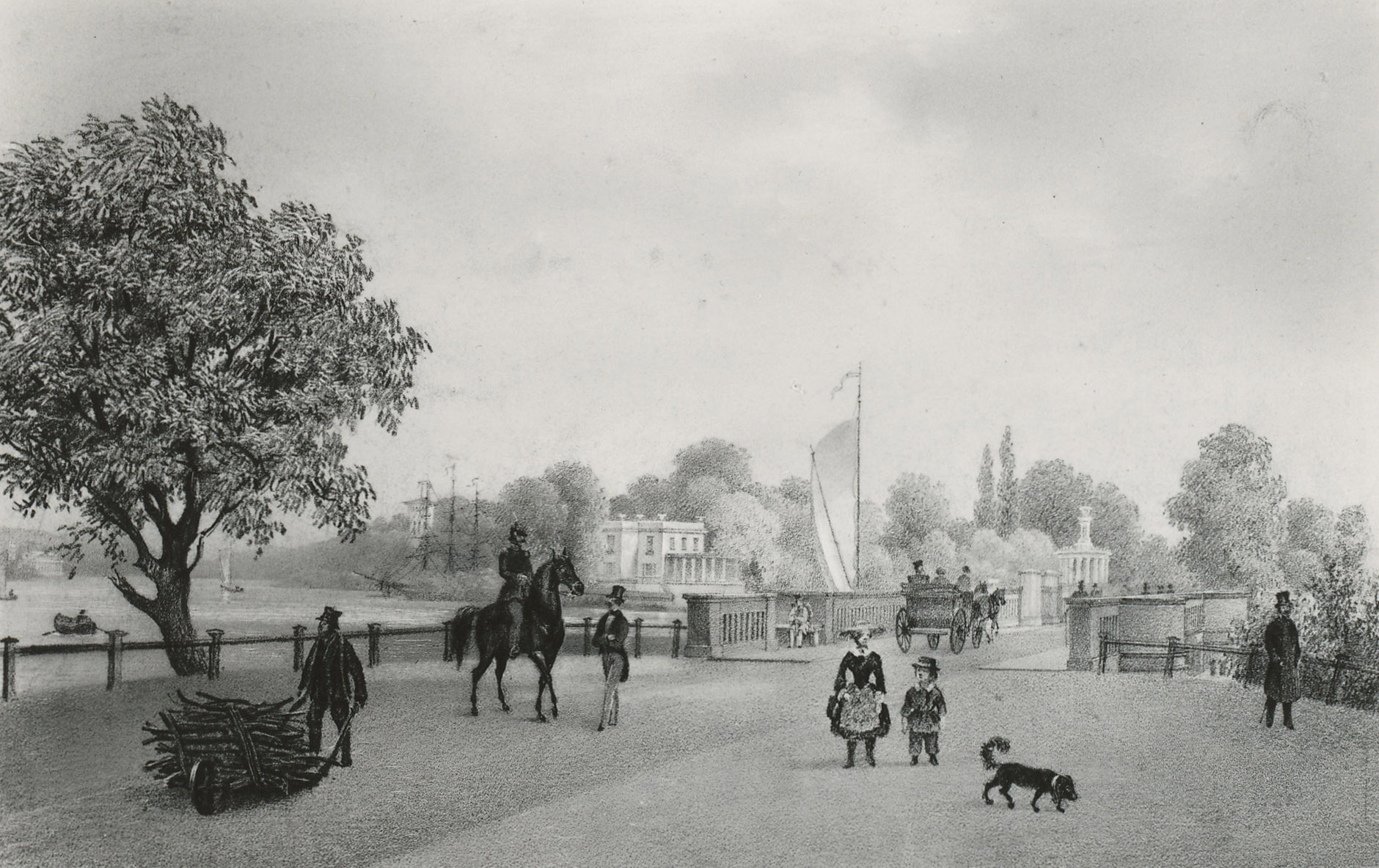
Glienicker Brücke bei Potsdam